# Алжирское соглашение (1975)
Алжирское соглашение — двустороннее международное соглашение между Ираном и Ираком, заключённое 6 марта 1975 года в Алжире. Соглашение предусматривало урегулирование территориальных споров между двумя странами, установление государственной границы по тальвегу реки Шатт-эль-Араб и прекращение взаимной подрывной деятельности. При посредничестве Алжира оно послужило основой для дополнительных двусторонних договоров. 
Соглашение было разорвано Ираком в одностороннем порядке в 1980 году накануне ирано-иракской войны.

## Предшествующие события
Истоки ирано-иракского пограничного конфликта относятся к середине XIX века, когда в рамках договоров между Персией и Османской империей русло реки Шатт-эль-Араб попало полностью на территорию последней. После распада Османской империи и образования суверенного Ирака был подписан двусторонний договор 1937 года, сохранявший воды Шатт-эль-Араб в границах Ирака, но обеспечивавший Ирану расширенные права в зоне речных портов. Иран денонсировал этот договор в 1969 году, направив в Шатт-эль-Араб военную флотилию; Ирак, на тот момент ослабленный в военном отношении, смог ответить только изгнанием значительного количества иранских подданных. В 1970 году Иран, уже поддерживавший курдских сепаратистов в Ираке, также пытался организовать в соседней стране государственный переворот, что привело к разрыву дипломатических отношений между двумя странами в следующем году.
В первой половине 1970-х годов неоднократно предпринимались попытки свести за столом переговоров руководство Ирана и Ирака, в том числе при посредничестве лидеров Египта и Иордании. В 1973 году Багдад посетил вице-спикер иранского сената Аббас Масуди. В 1974 году министры иностранных дел двух стран встретились сначала в Женеве, а затем в Стамбуле, но ни один из конфликтных вопросов на этих встречах решён не был. Однако как Иран, шах которого долгие годы искал сближения с арабским миром, так и Ирак, увязший во внутренней войне с курдами, стремились избежать полномасштабной войны, и это стало основой для взаимных уступок.

### Ирако-курдский конфликт
В феврале 1963 года, после революции Рамадана, правительство партии Баас во главе с Ахмадом Хасаном аль-Бакром начало военную кампанию против курдов, которые стремились к независимости от Ирака. Правительство, возглавляемое партией Баас рухнуло после государственного переворота, совершенного в ноябре 1963 года Абдулом Саламом Арефом. Отношения между новым правительством и курдами не были согласованы. В 1968 году в Ираке произошёл очередной государственный переворот под руководством партии Баас, получившая название революцией 17 июля. Напряженность в отношениях между новым правительством и курдами возросла, когда иракские вооруженные силы начали военные действия против курдских сепаратистов. Действия курдских повстанцев привели к массовым экономическим потрясениям. 11 марта 1970 года в Тикрите с целью прекращения конфликта был подписан договор между заместителем председателя Совета революционного командования Саддамом Хусейном, названный «Мартовским манифестом», и лидером курдского восстания Мустафой аль-Барзани.
В соответствии с соглашением, курдские повстанцы должны были быть объединены с иракской армией, разорвать все связи с Ираном, и прекратить восстание. Взамен иракское правительство обещало курдам автономию, а курдские представители должны были быть включены в иракское правительство. Правительство ранее поощряло политику «арабизации» богатых нефтью курдских регионов. К 1974 году все ещё оставались нерешенными проблемы между центральным правительством и курдами по поводу нефтяных ресурсов курдских регионов Ирака. Вскоре курдские министры ушли в отставку из правительства, курдские служащие уволились, а курдская полиция и солдаты прекратили сотрудничество с правительством. Иракское правительство настаивало на том, что курды были связаны соглашением, но курды считали, что именно правительство нарушило соглашение. 11 марта 1974 года соглашение было включено в конституцию Ирака. Боевые действия между иракской армией и курдскими вооруженными формированиями вспыхнули с новой силой, при этом Иран усилил поддержку курдов.

## Соглашение 6 марта 1975 года
6 марта на сессии ОПЕК в Алжире при посредничестве президента Алжира Хуари Бумедьена представители Ирана и Ирака подписали соглашение об урегулировании разногласий, связанных с государственными границами и водными ресурсами. Соглашение предполагало, что граница между двумя странами пройдёт в соответствии с положениями Константинопольского договора 1913 года и решениями комиссии по делимитации границ 1914 года. В частности, граница по реке Шатт-эль-Араб должна была пройти по линии тальвега, или срединного русла.
Соглашение обязывало стороны завершить диспуты о принадлежности спорных земель и подрывную деятельность на территории друг друга. В частности в рамках этого соглашения предполагалось решение конфликта в Хузестане — регионе Ирана с преимущественно арабским населением. Соглашение предполагало отказ от любого внешнего вмешательства в спорные вопросы региона, за исключением продолжения посреднической деятельности президента Алжира.

## Реализация соглашения
Алжирское соглашение было утверждено шахом Ирана Мохаммедом Резой Пехлеви и президентом Ирака Саддамом Хусейном. В июне 1975 года  на основании Алжирского соглашения был подписан Договор о международных границах и добрососедских отношениях. В рамках выполнения условия о прекращении подрывной деятельности Иран остановил помощь, оказываемую им курдским повстанцам в Ираке. Обе страны также выступали единым фронтом против Саудовской Аравии в вопросах цен на нефть. Однако взаимные территориальные претензии так и не были урегулированы, и вскоре после смены власти в Иране иракские власти дали понять, что больше не считают себя связанными условиями соглашения. Саддам Хусейн разорвал копию договора в прямом телеэфире, и вскоре после этого иракские войска вторглись на территорию соседнего государства, начав длившуюся восемь лет ирано-иракскую войну.
После завершения войны иранское правительство неоднократно призывало Ирак вернуться к соблюдению условий Алжирского соглашения, однако вторая сторона как при Саддаме Хусейне, так и позднее отказывалась признать их действие.